# 双楼乡
双楼乡，是中华人民共和国河南省周口市郸城县下辖的一个乡镇级行政单位。

## 行政区划
双楼乡下辖以下地区：
徐化楼村、孔庄村、徐老家村、张庙村、王楼村、金庙村、杨楼村、申庄村、韩老家村、双楼村、杨张庄村、信寨村、小赵庄村、大赵庄村、张盈楼村、后徐楼村和程庄村。